# サタナキア
サタナキア（Satanachia）は、ヨーロッパの伝承に伝わる悪魔の1人。

## 概要
魔術や悪魔学に関して記したグリモワールと呼ばれる一連の文献においてその名前が見られる。プート・サタナキア（Put Satanachia）とも呼ばれる。
18世紀もしくは19世紀に民間に流布したグリモワールの1つである『真正奥義書』によれば、サタナキアはルシファーの配下の悪魔であり、ルシファー、アガリアレプトとともにヨーロッパ・アジアに住まう。Sergutthy、Heramael、Trimasel、Sustugrielをはじめとした45もしくは54の悪魔を従えている。『真正奥義書』と関連があると考えられている大英図書館所蔵の文献、ランズダウン稿本1202『アルマデルによるソロモン王の真の鍵』（Les Vrais Clavicules du Roi Salomon par Armadel）にも、ルシファー配下の悪魔たちの首領としてSirachiとSatanachiという名前が挙げられている。
同じく18世紀以降に流布したと考えられているグリモワール『大奥義書』にも登場している。『大奥義書』におけるサタナキアは、地獄の3人の支配者ルシファー、ベルゼビュート、アスタロトに仕える6人の上級精霊の1人である。アガリアレプトとともに将軍を勤め、大将（総司令官）とされる。プルスラス、アモン、バルバトスら3人の精霊を配下に持つ。また、あらゆる女性を意のままに従わせる力を持つという。